# Ngôi sao bất tử
Ngôi sao bất tử, hay Tinh cầu (tiếng Nga: Звезда) là một truyện vừa khai thác đề tài cuộc Chiến tranh Vệ quốc vĩ đại của nhà văn Emmanuil Kazakevich, ra mắt lần đầu năm 1957.

## Nội dung

### Nhân vật
- Trung úy Trapkin
- Hiệu thính viên Katya

## Vinh danh
- Giải thưởng Stalin về văn học - nghệ thuật (1947)

## Chuyển thể
- Tinh cầu (phim, 1948)
- Tinh cầu (phim, 2002)